# Heinz Fricke
Heinz Fricke (Halberstadt, Sachsen-Anhalt, Alemania, 11 de febrero de 1927 - Berlín, 7 de diciembre del 2015) fue un director de orquesta alemán que hasta 2010 fue el director principal de la Ópera Nacional de Washington (WNO) en Washington D. C.
En su juventud, destacó como estudiante de piano y violonchelo, pero finalmente se sintió atraído por una carrera como director. Después de la Segunda Guerra Mundial, se encontró como ciudadano de la Alemania del Este, lo que limitó su capacidad de trabajo. Durant treinta años fue director musical de la Staatsoper Berlín y después de la Den Norske Opera. En 1993 fue nombrado director musical de la WNO en 1993.
En 2010 Fricke anunció su jubilación después de 18 años con el WNO y con la Kennedy Center Opera House Orchestra (KCOHO). Fue nombrado director musical honorífico emérito de la WNO y el KCOHO.